# Aulonemia haenkei
Aulonemia haenkei là một loài thực vật có hoa trong họ Hòa thảo. Loài này được (Rupr.) McClure mô tả khoa học đầu tiên năm 1973.